# Rodolfo Quinteros
Rodolfo Quinteros, född 23 juli 1982, är en argentinsk fotbollsspelare i den argentinska klubben Huracán.